# Sidi Ben Yebka
Sidi Ben Yebka (em árabe: سيدي بن يبقى) é uma comuna localizada na província de Orã, Argélia. De acordo com o censo de 2009, a população total da cidade era de 7 825 habitantes.